# Rheinbrücke Diepoldsau
Die Rheinbrücke Diepoldsau, örtlich auch Trambrücke genannt, ist eine Strassenbrücke in der Schweizer Gemeinde Diepoldsau in dem zum Kanton St. Gallen gehörenden Teil des Rheintals.

## Lage
Diepoldsau liegt am Westufer des Alten Rheins, der dort in einer nach Osten ausholenden Schleife verläuft und die Landesgrenze zu Österreich bildet. Seit dem Diepoldsauer Rheindurchstich im Zuge der Rheinregulierung liegt der Ort jedoch am Ostufer des 1923 neu angelegten, begradigten und kanalisierten  Alpenrheins.
Die Brücke ist seither, neben der kleineren Rietbrücke an der Oberrieterstrasse, die wichtigste Verbindung zwischen Diepoldsau und dem Hauptland der Schweiz. Sie liegt in der Verlängerung der Tramstrasse, durch die früher die elektrische Strassenbahn Heerbrugg–Diepoldsau fuhr.

## Beschreibung
In den Jahren 1911–1913 war eine Stahlfachwerkbrücke für den zukünftigen Rheindurchstich angelegt worden. Die Strassenbahn Heerbrugg-Diepoldsau war seit dem 12. Oktober 1915 ein Nebenzweig der Strassenbahn Altstätten–Berneck und führte über diese Brücke, die daher auch als Trambrücke bezeichnet wurde bzw. bis heute wird. Diese von den Rheintalischen Strassenbahnen betriebene Strassenbahn wurde am 3. März 1956 durch eine Autobuslinie ersetzt. Diese Trambrücke war baufällig und musste durch einen Neubau ersetzt werden.
Von 1983 bis 1985 wurde deshalb eine zweispurige Brücke mit je einem Gehweg in Form einer Schrägseilbrücke errichtet, bei der erstmals ein von René Walther und seinen Kollegen entwickeltes Konzept in die Praxis umgesetzt wurde, wonach eine stabile und weitgehend schwingungsfreie Brücke mit einer einfachen dünnen Betonplatte in Verbindung mit einer Vielzahl von seitlich angebrachten Schrägseilen realisiert werden kann. Die Planung der Brücke erfolgte durch Bänziger + Köppel + Partner, die auch die Bauleitung hatten.
Die Hauptöffnung der Brücke zwischen den beiden direkt am Flussufer stehenden Pylonen hat eine Spannweite von 97 m, die beiden Seitenöffnungen über dem Hochwasserbett haben Spannweiten von je 40,5 m. Auf der westlichen Seite schliesst sich daran eine Vorlandbrücke an, deren drei Felder von Betonscheiben gestützt werden, auf der östlichen Seite wird ein Feld ebenfalls von einer Betonscheibe und dem Widerlager im Deich gestützt. Das insgesamt 250 m lange Bauwerk hat Spannweiten von 15 + 18 + 19,5 + 40,5 + 97 + 40,5 +19,5 m.
Die Pylone haben eine Höhe von 28,7 m über der Fahrbahn. Ihre Stahlbetonstiele sind unterhalb des Brückendecks und unterhalb der Spitzen durch Querriegel miteinander verbunden. Das Brückendeck liegt jedoch nicht auf dem unteren Querriegel auf, es hängt als schwimmendes Deck lediglich an den jeweils 7 bzw. insgesamt 56 Schrägseilen.
Die 14,5 m breite Brückentafel besteht aus einer massiven Spannbetonplatte, die im Freivorbau mit der Abspannung durch die endgültigen Schrägseile gebaut wurde. Sie ist entlang der Mittellinie 0,55 m stark und nimmt zu den Rändern hin auf 0,36 m ab. Von aussen ist dies jedoch kaum erkennbar, da die äussere Begrenzung der Gehwege durch eine Betonmauer gebildet wird.
Die neue Schrägseilbrücke wurde am 30./31. August und 1. September 1985 mit einem Dorffest eingeweiht.

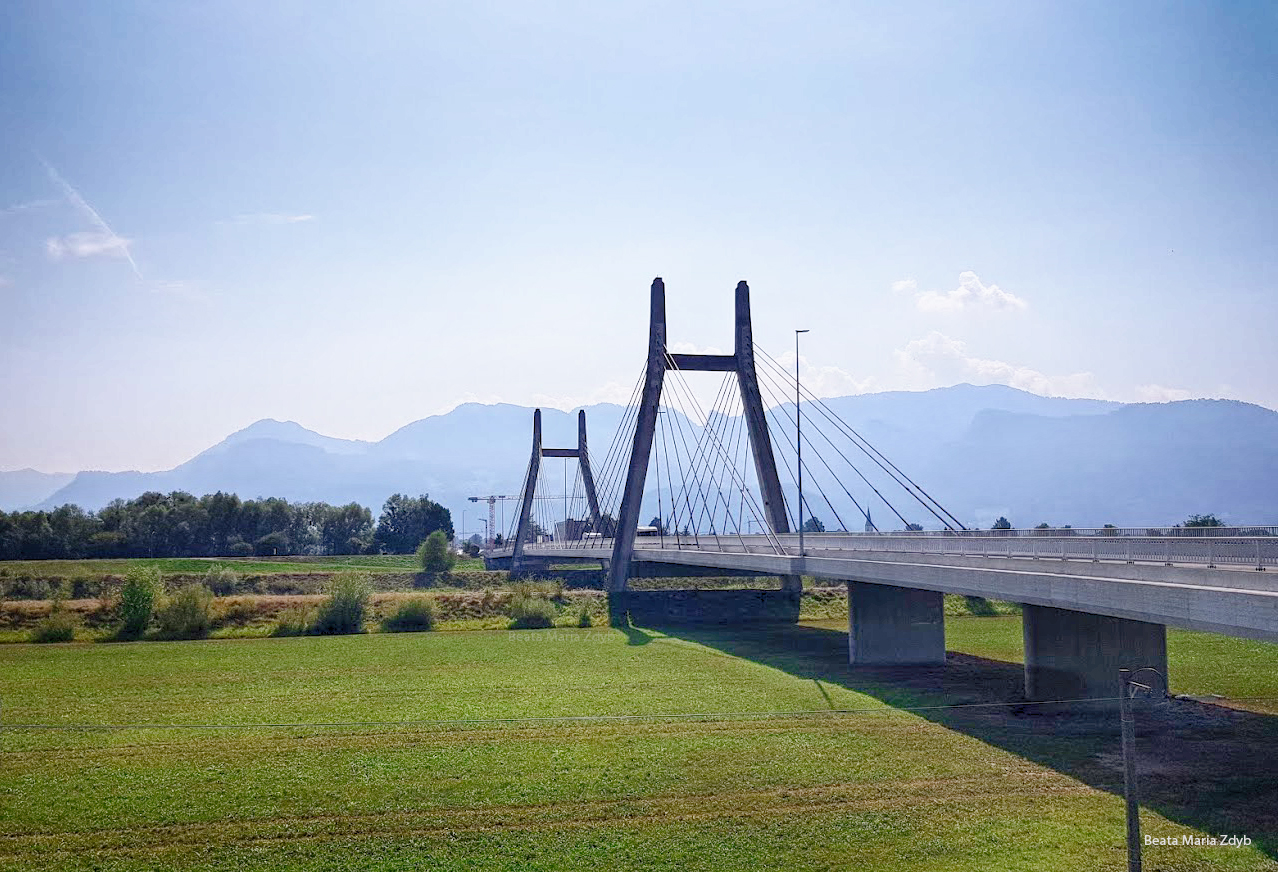
Rheinbrücke Diepoldsau im Sommer 2018